# Міжштатна автомагістраль 12
Міжштатна автомагістраль 12(Interstate 12, I-12) — міжштатне шосе, яке повністю розташоване на території штату Луїзіана США. Воно охоплює загалом 86,65 миль (139,45 км) у напрямку схід-захід від I-10 у Батон-Ружі до розв’язки з I-10 та I-59 у Слайделлі. По дорозі він проходить через місто Гаммонд, де перетинає I-55 і US Route 51 (US 51). Він також обслуговує міста Пончатула та Денхем-Спрінгс, а також міста парафії Сент-Таммані, Ковінгтон і Мандевіль. Огинаючи північний берег озера Пончартрейн, автомагістраль I-12 служить і північним об’їздом столичного району Нового Орлеана, і альтернативним маршрутом I-10, який обслуговує саме місто Новий Орлеан.
I-12 проходить паралельно старішому коридору US 190 і перетинає північний берег озера Пончартрейн у південно-східній частині штату. Довжина міжштатної автомагістралі коротка для магістральних міжштатних магістралей і порівнянна з найдовшими допоміжними міжштатними магістралями в країні. Це одна з найкоротших магістралей між штатами, яка закінчується одним і тим же маршрутом (I-10) з обох кінців. Окрім того, що обслуговує різні громади Північного узбережжя, I-12 діє як довга об’їзна дорога Нового Орлеану та активно використовується як скорочення для наскрізного руху по I-10. У той час як I-10 вигинається на південь, проходячи через межі міста, I-12 займає більш пряму трасу, скорочуючи відстань між Батон-Руж і Слайделлом приблизно на 22 милі (35 км).